# Business Planning and Control System
Business Planning and Control System (BPCS, pronunciato /'bipiks/) è un programma di Enterprise Resource Planning (ERP).
Fu sviluppato da  System Software Associates (SSA) che successivamente divenne SSA Global Technologies (che fu acquisita da
Infor Global Solutions), ed è usato per controllare le operazioni produzioni delle società.
In BPCS è inclusa la logica MRP per le operazioni produttive, a condizione che vi siano elevati standard di validazione dei dati, come la documentazione tecnica e precisione dell'inventario.
Viene eseguito su diversi sistemi, con IBM System i (conosciuto anche come IBM AS/400 o IBM eServer iSeries) che è il più diffuso. 
È stato scritto in As/Set, RPG, SQL e altri linguaggi IBM, alcuni unici per il sistema.